# Mr Skeffington (romanzo)
Mr Skeffington (Mr Skeffington) è l'ultimo romanzo della scrittrice britannica Elizabeth von Arnim, pubblicato nel 1940.

## Trama
Sebbene il romanzo sia intitolato Mr Skeffington, la protagonista è principalmente la sua ex moglie Lady Skeffington (Fanny per gli amici), che ha divorziato da lui quando era poco più che ventenne ed ora, prossima alla cinquantina e reduce da una malattia, è sfiorita, soffre di allucinazioni (le appare spesso il marito), è depressa e teme la solitudine. Fanny, un tempo rinomata per la sua bellezza, accetta con difficoltà la perdita del suo fascino e l'avanzare dell'età. L'incontro con alcuni dei suoi ex amanti è fonte di nuove sofferenze: il giovane Dwight, uno studente americano a Oxford, è innamorato di una giovane studentessa; Lord Conderley, che da giovane scriveva versi d'amore per Fanny, è sposato con una giovane borghese e padre di tre bambini; Miles Hyslup, un altro dei suoi ammiratori, ha avuto una crisi religiosa, ha fatto voto di castità, è diventato predicatore e vive con una sorella la quale scambia Fanny per una prostituta da redimere; anche Perry Lanks, un brillante professionista, rifiuta di risolvere alcuni banali problemi domestici di Fanny e le consiglia di riavvicinarsi al marito (lo stesso consiglio le aveva dato anche Sir Stilton Byles, un prestigioso neuropsichiatra a cui Fanny si era rivolta). Fanny infine ritrova finalmente Job Skeffington: l'uomo, un tempo brillante finanziere ebreo, è stato vittima della persecuzioni naziste antisemite in Austria, ha perso le sue ricchezze, è diventato cieco, ma ritrova il rispetto e le cure di Fanny.

## Edizioni
- Elizabeth Von Arnim, Mr Skeffington, London: Macmillan, 1940
- Elizabeth Von Arnim, Mr Skeffington, New York: Doubleday and Doan, 1940
- Elizabeth Von Arnim, Mr Skeffington; trad. di Simona Garavelli, Coll. Varianti, Torino: Bollati Boringhieri, 2002, ISBN 88-339-1368-6

## Adattamenti cinematografici
- La signora Skeffington (Mr Skeffington), film statunitense del 1944 diretto da Vincent Sherman, con Bette Davis e Claude Rains.